# Sérvia Transmontana

Principados sérvios no século IX

Sérvia Transmontana ou Região Transmontana (em latim: Trānsmontānum Regionem; em sérvio: Српско Загорје; romaniz.: Srpsko Zagorje) é um termo usado no contexto histórico para descrever uma das 2 divisões geográficas que constituíam a Sérvia na Idade Média. Atualmente compreende porções do Montenegro, Bósnia e Herzegovina, Croácia e Sérvia. À época incluía a maior parte da Bósnia, a porção oriental da Sérvia (Ráscia) e porções ao norte de Montenegro e Herzegovina, cobrindo todo o país entre a Sérvia Marítima (Primorje) e o rio Sava. A Croácia ficava ao norte de Marítima e Trasmontana.